# Brian Kidd
Brian Kidd (Manchester, 1949. május 29. –) angol labdarúgó, jelenleg a Manchester City segédedzője.

## Pályafutása
Brian Kidd az első nagy manchesteri arany-generáció tagja volt. Szülei Manchester United szurkolók voltak, így már fiatalon bekerült a Vörös Ördögök utánpótlás akadémiájára.
A felnőttek között 1967-ben mutatkozott be, első gólját debütálása után egy hónappal szerezte, majd 1968. május 29-én, a születésnapján berúgta élete talán legfontosabb gólját a Wembleyben. A United ellenfele a Benfica volt a BEK-döntőben. Bobby Charlton és George Best teljesítményéről marad emlékezetes az az összecsapás, a harmadik gólt azonban Kidd szerezte, végleg eldöntve a mérkőzést. (4–1)
Ez volt játékosként az egyetlen jelentős trófeája, annak ellenére, hogy 264 tétmérkőzésen lépett pályára a Manchester Unitedben, ezeken pedig 70 gólt szerzett.
Miután elszerződött a Unitedtől, megfordult az Arsenal, a Manchester City, a Bolton, valamint a Atlanta Chiefs és a Fort Lauderdale Strikers csapatainál.

### Válogatott
A válogatottban mindössze két alkalommal kapott lehetőséget, még 1970-ben, igaz így is szerzett egy gólt a nemzeti csapatban.

### Edzői pályafutása
Edzői pályafutását az alsóbb osztályú Barrowsnál kezdte 1984-ben, majd a Preston North End következett. Ezt a két rövid időszakot követően Sir Alex Ferguson segítője lett a Manchester Unitednél, majd miután Archie Knox távozott az együttestől, az ifjúsági csapatért is ő felelt. 1992-ben First Divisiont, 1993-ban Premier Leaguet nyert a United, 1994-ben, majd két év múlva pedig duplázni tudott.
1998 decemberében a Blackburnnél Roy Hodgson helyét vette t, azonban nem sikerült megmenteni a Roverst a kieséstől így távoznia kellett.
Időközben Fergusonnal is megromlott a viszonya, miután önéletrajzi könyvében élesen kritizálta a skót menedzser döntését, miszerint leigazolja Dwight Yorke-ot. 2000 és 2003 között a Leeds Unitednél volt Terry Venables segítője, majd Sven-Göran Eriksson stábjához csatlakozott a válogatottnál.
2009 óta a Manchester City alkalmazásában áll, felelt már az ifjúsági, majd a tartalékcsapat vezetéséért is, és ült a felnőtt csapat kispadján is megbízott edzőként 2013-ban néhány mérkőzés erejéig.
2016 nyarán, Pep Guardiola érkezése után is számítottak a szolgálataira.

## Edzői statisztika
| Csapat            | Nemz.  | -tól          | -ig           | Statisztika | Statisztika | Statisztika | Statisztika | Statisztika |
| Csapat            | Nemz.  | -tól          | -ig           | M           | Gy          | D           | V           | Gy %        |
| ----------------- | ------ | ------------- | ------------- | ----------- | ----------- | ----------- | ----------- | ----------- |
| Barrow            | Anglia | 1984          | 1985          | 19          | 5           | 8           | 6           | 47.37       |
| Preston North End | Anglia | 1986. 01. 24. | 1986. 03. 01. | 4           | 0           | 1           | 3           | 12.50       |
| Blackburn Rovers  | Anglia | 1998. 12. 04. | 1999. 11. 03. | 44          | 12          | 18          | 14          | 47.73       |
| Manchester City   | Anglia | 2013. 05. 13. | 2013. 06. 14. | 2           | 1           | 0           | 1           | 50.00       |

## Fordítás
- Ez a szócikk részben vagy egészben  a   Brian Kidd című angol Wikipédia-szócikk fordításán alapul.  Az eredeti cikk szerkesztőit annak laptörténete sorolja fel. Ez a jelzés csupán a megfogalmazás eredetét és a szerzői jogokat jelzi, nem szolgál a cikkben szereplő információk forrásmegjelöléseként.